# Rezki Hamroune
Rezki Hamroune (en tifinagh : ⵔⴻⵣⴽⵉ ⵀⴰⵎⵔⵓⵏⴻ) est un footballeur algérien, né le 10 mars 1996 à Kouba dans la wilaya d'Alger. Il évolue au poste d'ailier droit au CR Belouizdad.

## Carrière

### En clubs
En 2014, Rezki Hamroune signe un contrat de deux saisons, avec le club français du Dijon FCO. Il doit toutefois se contenter de l'équipe réserve qui évolue en cinquième division.
En juin 2018, après quatre saisons passées en France, il revient en Algérie pour signer, en faveur du glorieux club de la JS Kabylie, pour deux saisons.
Lors de la saison 2018-2019, il se met en évidence, en inscrivant neuf buts en première division algérienne, avec la JSK.
Par la suite, lors de la saison 2019-2020, il participe, à la Ligue des champions de la CAF 2019-2020, disputant 10 matchs. En janvier et février 2020, il inscrit deux buts, dans cette compétition, face à l'AS Vita Club et l'Espérance sportive de Tunis.
Après avoir prolongé son contrat pour une saison supplémentaire avec la JS Kabylie, il participe à la Coupe de la confédération 2020-2021, avec la JSK, où il dispute 11 matchs, s'inclinant en finale, dans cette compétition.
En août 2021, en fin de contrat et désirant quitter la JS Kabylie, il signe au Pharco FC en Égypte, pour trois saisons.

## Vie personnelle
Rezki Hamroune est originaire du village d'Ihitoussene, à Bouzeguène, en Kabylie. Il est également le cousin du footballeur Jugurtha Hamroun.

## Statistiques

### En club
| Saison                | Club                  | Championnat           | Championnat | Championnat | Championnat | Coupe nationale | Coupe nationale | Coupe nationale | Coupe de la Ligue | Coupe de la Ligue | Coupe de la Ligue | Compétition(s) continentale(s) | Compétition(s) continentale(s) | Compétition(s) continentale(s) | Compétition(s) continentale(s) | Total | Total | Total |
| Saison                | Club                  | Division              | M.          | B.          | P.d.        | M.              | B.              | P.d.            | M.                | B.                | P.d.              | Comp.                          | M.                             | B.                             | P.d.                           | M.    | B.    | P.d.  |
| 2018-2019             | JS Kabylie            | Ligue 1               | 28          | 9           | 3           | 1               | 0               | 0               | -                 | -                 | -                 | -                              | -                              | -                              | -                              | 29    | 9     | 3     |
| 2019-2020             | JS Kabylie            | Ligue 1               | 19          | 4           | 3           | -               | -               | -               | -                 | -                 | -                 | C1                             | 10                             | 2                              | 2                              | 29    | 6     | 5     |
| 2020-2021             | JS Kabylie            | Ligue 1               | 25          | 7           | 5           | -               | -               | -               | 2                 | 1                 | 0                 | C2                             | 11                             | 0                              | 1                              | 38    | 8     | 6     |
| Sous-total            | Sous-total            | Sous-total            | 72          | 20          | 11          | 1               | 0               | 0               | 2                 | 1                 | 0                 | -                              | 21                             | 2                              | 3                              | 96    | 23    | 14    |
| 2021-2022             | Pharco FC             | Premier League        | 23          | 1           | 0           | 1               | 0               | 0               | 1                 | 0                 | 0                 | -                              | -                              | -                              | -                              | 25    | 1     | 0     |
| 2022-2023             | Pharco FC             | Premier League        | 31          | 8           | 2           | 1               | 0               | 0               | -                 | -                 | -                 | -                              | -                              | -                              | -                              | 32    | 8     | 2     |
| 2023-2024             | Pharco FC             | Premier League        | 8           | 1           | 1           | -               | -               | -               | 1                 | 0                 | 0                 | -                              | -                              | -                              | -                              | 9     | 1     | 1     |
| Sous-total            | Sous-total            | Sous-total            | 62          | 10          | 3           | 2               | 0               | 0               | 2                 | 0                 | 0                 | -                              | -                              | -                              | -                              | 66    | 10    | 3     |
| 2024-2025             | CR Belouizdad         | Ligue 1               | 15          | 3           | 1           | 3               | 0               | 0               | -                 | -                 | -                 | C1                             | 4                              | 1                              | 1                              | 22    | 4     | 2     |
| Total sur la carrière | Total sur la carrière | Total sur la carrière | 149         | 33          | 15          | 6               | 0               | 0               | 4                 | 1                 | 0                 | -                              | 25                             | 3                              | 4                              | 184   | 37    | 19    |

## Palmarès

### En club
| JS Kabylie (1) |
| --- |
| - Ligue 1 : - Vice-champion : 2019 - Coupe de la Ligue (1) : - Vainqueur : 2021 - Coupe de la confédération : - Finaliste : 2021 |